# Koroški Selovec
Koroški Selovec je naselje v Občini Ravne na Koroškem.